# John M. Ball
Pour les articles homonymes, voir John Ball et Ball.
John Macleod Ball (né le 19 mai 1948 à Farnham dans le Surrey) est un mathématicien et universitaire britannique, professeur émérite de l'université d'Oxford. Il est président de la Royal Society of Edinburgh depuis 2022.

## Biographie
John M. Ball est titulaire de la chaire sedleienne (en) de philosophie naturelle à l'université d'Oxford et professeur au Queen's College d'Oxford.
Il a fait ses études à l'université de Cambridge et à l'université du Sussex. Avant d'obtenir son poste à Oxford, il a été professeur de mathématiques à l'université Heriot-Watt à Édimbourg. Il a été président de l'Union mathématique internationale de 2003 à 2006. 
En recherche, les centres d'intérêt de Ball portent sur l'élasticité, le calcul des variations, les systèmes dynamiques de dimension infinie, les équations aux dérivées partielles non linéaires et leur application à la mécanique non linéaire. En mécanique du solide, il étudie les problèmes mathématiques liés à l'étude des micro-structures et des changements de phase en utilisant des modèles de mécanique non linéaire. 
Ball est marié. Le couple a trois enfants.

## Prix et distinctions
- 1981 : prix Whittaker
- 1982 : prix Whitehead
- 1987 : médaille Keith
- 1999 : prix Theodore von Kármán
- 2003 : médaille David-Crighton
- 2006 : Knight Bachelor « pour services rendus à la science »[2]
- 2009 : médaille Sylvester
- 2010 : docteur honoris causa de l'université Pierre-et-Marie-Curie (UPMC)[3].
- 2012 : Conférence von Neumann